# Perusparvuggla
Perusparvuggla (Glaucidium peruanum) är en fågel i familjen ugglor inom ordningen ugglefåglar.

## Utseende
Perusparvugglan är en mycket liten uggla, den enda sparvugglan i sitt utbredningsområde. Fjäderdräkten varierar från brun till gråbrunt, endast sällan rostbrunt. 

## Utbredning och systematik
Fågeln förekommer i sydvästra Ecuador och västra Peru. Den behandlas som monotypisk, det vill säga att den inte delas in i några underarter.

## Levnadssätt
Perusparvugglan hittas i skogslandskap, häckar med högre träd, trädgårdar och lokalt i öppnare landskap. Den kan ses på alla nivåer, från trädtaket i de allra högsta träden till lågt i buskage, ibland även sittande på telefontrådar. Liksom andra sparvugglor är den ofta aktiv även dagtid. Den är rätt vanlig, men lätt förbisedd utom när den hörs eller mobbas av tättingar.

## Status och hot
Arten har ett stort utbredningsområde, men tros minska i antal, dock inte tillräckligt kraftigt för att den ska betraktas som hotad. Internationella naturvårdsunionen IUCN listar arten som livskraftig (LC).